# Von Eichstedt
von Eichstedt är en nordtysk medeltida adelsätt med ursprung från Eichstedt, en Gemeinde i Landkreis Stendal i Sachsen-Anhalt, Tyskland, från vilka de nära besläktade ätterna med samma vapen, Rundstedt och Lindstedt, samt ätten von Eickstedt leder sitt ursprung. Ätten var under medeltiden ingift i flera svenska ätter.
Vapen: Tre störtade blanka svärd i pilform på blått fält

## Historia
1163 nämns en Hinricus de Ekstede et fratres sui et Tidericus, från vilken också den närbesläktade ätten von Eickstedt (med samma vapen) härstammar., men som stamfader räknas länsherren Konrad von Eichstedt, vilken är nämnd 1280.
Med sönerna till arvherren till Baumgarten och Eichstedt, Lewin Jakob von Eichstedt (1646–1715), delade sig ätten i två grenar, och med stabskaptenen Friedrich Ludwig von Eichstedt (1752–1802), naturlig son till preussiske löjtnanten Georg Friedrich von Eichstedt (1723–1757) bildades en yngre ätt von Eichstedt, när Friedrich Ludwig år 1786 erhöll preussisk adelslegitimation.

## Kända medlemmar
- Georg V von Eickstedt

1. Georgs son, Vivigenz von Eichstedt, var herre till Rothen-Klempenow , Tantow, Damnitzow och Hohenholz
  1. Vivigenz dotter, Catharina von Eichstedt (1597-1638), var gift med Rüdiger von Schwerin af Spantekow (1612-1623)[2], vars dotter Catharina von Schwerin var gift med greve Erik Stenbock

- August Ludvig Maxim von Eichstedt-Peterswaldt, greve och preussisk överhovmarskalk [3]

1. August Ludvig Maxims brorsdotter Helena Dorotea Elisabet von Eichstedt, var gift med friherre Christer Reinhold d'Albedyhll, mor till svenske friherren Gustaf d'Albedyhll[3]

- Werner von Eichstedt (1896-1944), tysk officer och generalmajor, vilken stupade 1944 i slaget vid Kishinev (nuvarande Chișinău)

### Allmänna källor
- Genealogisches Handbuch des Adels. Adelslexikon. Band III, Band 61 der Gesamtreihe, S. 105–106, C. A. Starke Verlag, Limburg (Lahn) 1975, ISSN 0435-2408.
- Gothaisches Genealogisches Taschenbuch. (Uradel) 1910 (Stammreihe und ältere Genealogie), bis 1938 (Ergänzungen).
- Deutsche Adelsgenossenschaft (Hrsg.): Jahrbuch des Deutschen Adels. Band 1, 1896, Verlag von W. T. Bruer, S. 553 ff. Digitalisat